# Cossack
Cossack è una città fantasma situata nel nordovest dell'Australia.
Si tratta del più vecchio porto della regione di Pilbara e nella seconda metà del XIX secolo era il porto di riferimento della città di Roebourne, situata 12 km all'interno. In quel periodo era inoltre un importante centro per la pesca delle perle, ma la sua importanza decadde rapidamente assieme al suo hinterland.
Oggi è un centro turistico abbastanza noto, grazie anche all'opera di restauro degli edifici principali, che erano stati costruiti tra il 1869 e il 1890 in solida pietra, per poter resistere ai frequenti cicloni. Il più importante è l'edificio del Tribunale, sulla via principale, costruito nel 1885-86 e che attualmente ospita un museo. Altri edifici ristrutturati sono l'Ufficio postale, l'Ufficio telegrafico e la Stazione di Polizia con l'annessa prigione.